# Max & Billy's Drill Machine Girl
Max & Billy's Drill Machine Girl is een Nederlandse webserie die ontwikkeld is voor het internetkanaal MovieZone en uitgezonden werd als televisieserie op de Nederlandse televisiezender Veronica. De serie ging in première op 30 september 2013 op het Nederlands Film Festival. De serie werd in 2014 genomineerd voor een International Emmy Award in de categorie: Digitaal Programma: Kinderen en jongeren.

## Verhaal
Max en Billy willen na hun eindexamen de gaafste horrorfilm ooit te maken. Met het maken van deze lowbudgetfilm hebben ze de beeldschone Sarah als hoofdrolspeelster op het oog.

## Rolverdeling
| Acteur                | Personage      |
| --------------------- | -------------- |
| Steef de Bot          | Max            |
| Nick Golterman        | Billy          |
| Lisa Smit             | Sarah          |
| Chiron Holwijn        | J.J.           |
| Alexandra Groenestein | Susan          |
| Keizer                | Remco          |
| Bart Klever           | Vader van Max  |
| Elisa van Riessen     | Moeder van Max |

## Afleveringen
| Aflevering | Titel                  | Uitzenddatum     |
| ---------- | ---------------------- | ---------------- |
| 1          | Het Corps              | 5 oktober 2013   |
| 2          | Brainstorm             | 12 oktober 2013  |
| 3          | The Drill Machine Girl | 19 oktober 2013  |
| 4          | Meet the team          | 26 oktober 2013  |
| 5          | Twee kapiteins         | 2 november 2013  |
| 6          | Guerilla filmmaking    | 9 november 2013  |
| 7          | Buikgriep              | 16 november 2013 |
| 8          | Guadalupe              | 23 november 2013 |
| 9          | Robots don't cry       | 30 november 2013 |
| 10         | Het filmfestival       | 7 december 2013  |